# Martin Havik
Martin Havik (* 15. Dezember 1955 in De Koog) ist ein ehemaliger niederländischer Radrennfahrer.
1974 wurde Martin Havik niederländischer Junioren-Meister im Straßenrennen. 1977 wurde er niederländischer Vize-Meister im Straßenrennen der Amateure und belegte bei der Niedersachsen-Rundfahrt Rang drei. In dem Etappenrennen gewann er die 1. Etappe. Anschließend wurde er Profi. Er bestritt hauptsächlich Kriterien in den Niederlanden. 1981 startete er bei der Andalusien-Rundfahrt und wurde Dritter der Gesamtwertung.
Anschließend fuhr Havik auch Steherrennen. 1982 wurde er Dritter der niederländischen Meisterschaft, und bei den UCI-Bahn-Weltmeisterschaften 1983 in Zürich belegte er ebenfalls Platz drei (hinter Schrittmacher Joop Zijlaard). 1984 beendete er seine Radsport-Laufbahn.